# Лопатинский, Ярослав Борисович

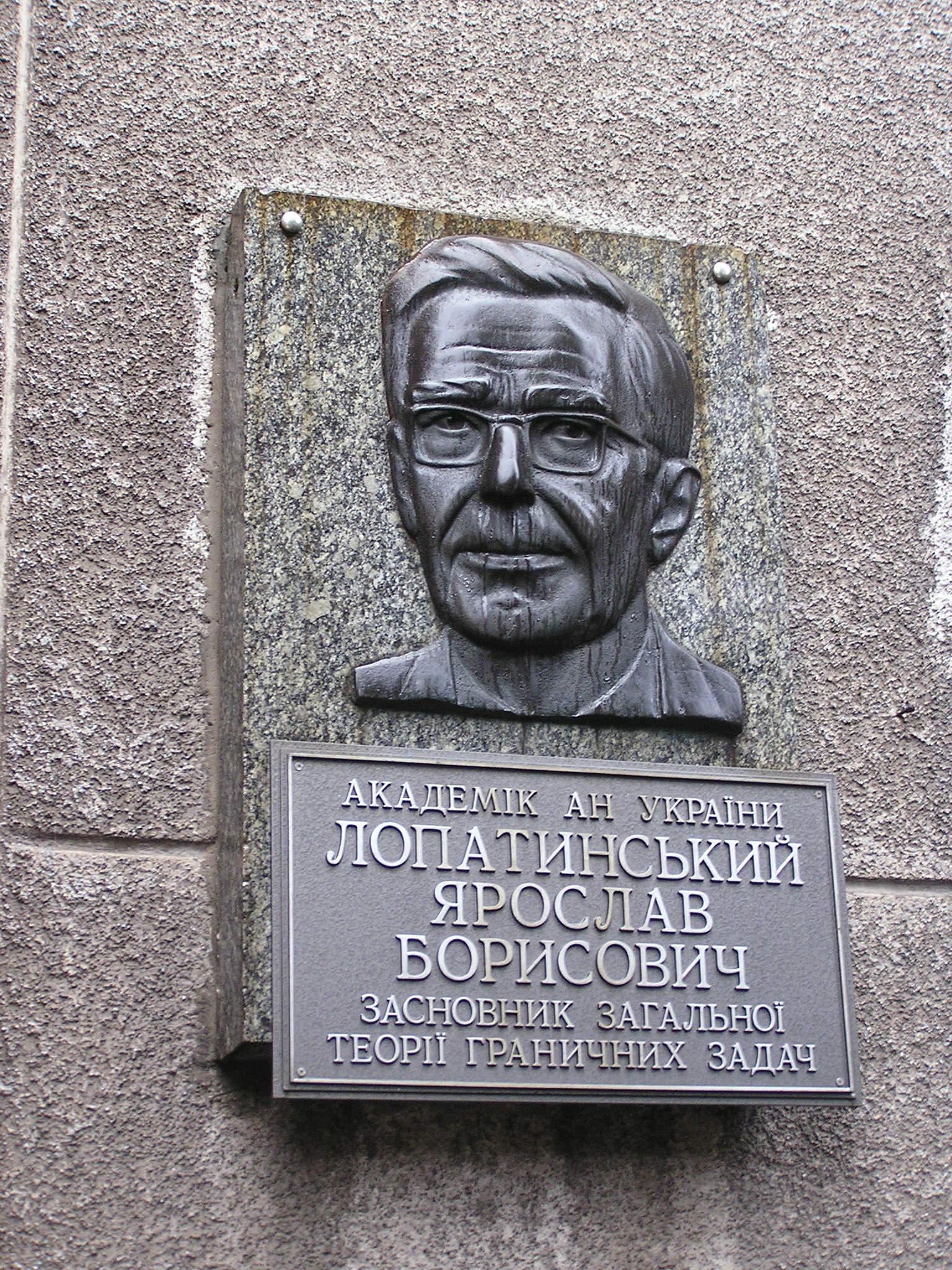
Мемориальная доска на здании института прикладной математики и механики в Донецке

Ярослав Борисович Лопатинский (9 ноября 1906 — 10 марта 1981) — советский математик, академик АН Украинской ССР (с 1965), член-корреспондент (с 1951).

## Биография
Окончил Азербайджанский университет в 1926 году. В 1926—1945 годы работал в Азербайджанском, в 1946—1963 годы — во Львовском университетах (с 1951 года — профессор), в 1963—1966 годы — в Московском институте нефтехимической и газовой промышленности, одновременно в 1946—1963 годы — в институте математики АН Украинской ССР. В 1966—1981 годы — в Донецком вычислительном центре (с 1970 года — институт прикладной математики и механики) АН Украинской ССР и профессор Донецкого государственного университета.
Основные работы относятся к теории дифференциальных уравнений с частными производными. Получил важные результаты в общей теории уравнений эллиптического типа, в теории граничных задач для эллиптических систем. Выяснил условия согласования коэффициентов системы и краевых операторов, обеспечивающие сведение задачи к системе регулярных интегральных уравнений типа Фредгольма (условие Лопатинского). Исследовал общие граничные задачи для дифференциальных уравнений с помощью топологических методов. Получил существенные результаты по вопросу разрешимости задачи Коши для операторных уравнений в банаховом пространстве и по вопросу разрешимости «почти всюду» общих линейных и нелинейных граничных задач.